# Puchar Azji w Piłce Nożnej 2027 (eliminacje)
Eliminacje do Pucharu Azji w Piłce Nożnej 2027 rozpoczęły się 12 października 2023. Eliminacje mają na celu wyłonienie dwudziestu trzech drużyn, które obok gospodarza, reprezentacji Arabii Saudyjskiej zagrają w turnieju finałowym. Arabia Saudyjska bierze udział w eliminacjach, jednak ma zapewnione miejsce w turnieju.

## Format eliminacji
Na podstawie:
Część eliminacji jest wspólna razem z eliminacjami do Mistrzostw Świata 2026.

### Pierwsza runda
Rozegrano 10 dwumeczów z udziałem 20 najniżej notowanych drużyn w rankingu FIFA. Zwycięzcy dwumeczów otrzymywali awans do drugiej rundy, natomiast najlepsza przegrana drużyna przechodziły do trzeciej rundy, z mniejszą szansą na awans. Pozostałe przegrane reprezentacje brały udział w play-offach o III rundę. Również przegrani tracili szansę na udział w mundialu w 2026 roku.

### Druga runda
Drużyny podzielono na 9 czterozespołowych grup. Dwa najlepsze zespoły z każdej grupy uzyskują awans do turnieju. Pozostałe drużyny awansują do trzeciej rundy. Od tego etapu eliminacje do Pucharu Azji i Mistrzostw Świata prowadzone będą oddzielnie.

### Play-off o trzecią rundę
Początkowo 9 drużyn, które przegrały dwumecze w pierwszej rundzie, oraz reprezentacja Marianów Północnych (nie jest ona zrzeszona w FIFA, dlatego nie mogła brać udziału w eliminacjach do Mistrzostw Świata 2026) miały grać w rundzie play-off. Ostatecznie Guam i Mariany Północne nie przystąpiły do rozgrywek. Z tego powody trzech najlepszych przegranych pierwszej rundy awansowało bezpośrednio do trzeciej rundy, a pozostali przegrani (poza Guamem) zagrają w rundzie play-off. Rozegrane zostaną dwumecze. Ich zwycięzcy awansują do rundy trzeciej, natomiast przegrani tracą szanse na awans do turnieju.

### Trzecia runda
24 zespoły zostaną podzielone na sześć czterodrużynowych grup. Mistrzowie każdej grupy uzyskują awans do turnieju. Pozostałe drużyny nie uzyskują kwalifikacji.

## Losowanie grup

### Pierwsza runda
Na podstawie:
| Koszyk 1                                                                                    |
| ------------------------------------------------------------------------------------------- |
| Hongkong Indonezja Chińskie Tajpej Malediwy Jemen Afganistan Singapur Mjanma Nepal Kambodża |

| Koszyk 2                                                                            |
| ----------------------------------------------------------------------------------- |
| Makau Mongolia Bhutan Laos Bangladesz Brunei Timor Wschodni Pakistan Guam Sri Lanka |

### Druga runda
Na podstawie:
| Koszyk 1                                                                                              |
| --- |
| Japonia Iran Australia Korea Południowa Arabia Saudyjska Katar Irak Zjednoczone Emiraty Arabskie Oman |

| Koszyk 2                                                                  |
| ------------------------------------------------------------------------- |
| Uzbekistan Chiny Jordania Bahrajn Syria Wietnam Palestyna Kirgistan Indie |

| Koszyk 3                                                                          |
| --------------------------------------------------------------------------------- |
| Liban Tadżykistan Tajlandia Korea Południowa Filipiny Malezja Kuwejt Turkmenistan |

| Koszyk 4 |
| --- |
| Zwycięzca I dwumeczu 1 rundy Zwycięzca II dwumeczu 1 rundy Zwycięzca III dwumeczu 1 rundy Zwycięzca IV dwumeczu 1 rundy Zwycięzca V dwumeczu 1 rundy Zwycięzca VI dwumeczu 1 rundy Zwycięzca VII dwumeczu 1 rundy Zwycięzca VIII dwumeczu 1 rundy Zwycięzca IX dwumeczu 1 rundy Zwycięzca X dwumeczu 1 rundy |

### Trzecia runda
Na podstawie:
| Koszyk 1                                        |
| ----------------------------------------------- |
| Syria Tajlandia Tadżykistan Liban Wietnam Indie |

| Koszyk 2                                                |
| ------------------------------------------------------- |
| Malezja Turkmenistan Filipiny Afganistan Hongkong Jemen |

| Koszyk 3                                              |
| ----------------------------------------------------- |
| Singapur Malediwy Chińskie Tajpej Mjanma Nepal Bhutan |

| Koszyk 4                                                 |
| -------------------------------------------------------- |
| Brunei Bangladesz Laos Timor Wschodni Pakistan Sri Lanka |

## Pierwsza runda
20 najsłabszych według rankingu FIFA drużyn rozegrało ze sobą dwumecz. Zwycięzcy awansowali do drugiej rundy. Losowanie odbyło się wraz z losowaniem drugiej rundy, podział na koszyki zaprezentowano w sekcji Losowanie grup.

### Wyniki
Dwumecz 1
| 12 października 2023 16:00 (CEST) | Afganistan · Sharza 60' | 1:0(0:0)Raport | Mongolia | Stadion Pamir, Duszanbe (Tadżykistan) Widzów: 1 456 Sędzia: Qasim Matar Al-Hatmi |
|                                   |                         |                |          |                                                                                  |

| 17 października 2023 11:00 (CEST) | Mongolia | 0:1(0:0)Raport | Afganistan · 71' Noor | MFF Football Centre, Ułan Bator Widzów: 2 185 Sędzia: Hassan Akrami |
|                                   |          |                |                       |                                                                     |

 Afganistan wygrał w dwumeczu 2:0 i awansuje do II rundy.
Dwumecz 2
| 12 października 2023 13:00 (CEST) | Malediwy · Nazeem 87' | 1:1(0:0)Raport | Bangladesz · 90+2' Uddin | Stadion Narodowy, Male Widzów: 2 555 Sędzia: Vahid Kazemi |
|                                   |                       |                |                          |                                                           |

| 17 października 2023 13:45 (CEST) | Bangladesz · Hossain 11' · Fahim 46' | 2:1(1:1)Raport | Malediwy · 36' Aisham | Bashundhara Kings Arena, Dhaka Widzów: 6 729 Sędzia: Ammar Ebrahim Mahfoodh |
|                                   |                                      |                |                       |                                                                             |

 Bangladesz wygrał w dwumeczu 3:2 i awansuje do II rundy.
Dwumecz 3
| 12 października 2023 13:30 (CEST) | Singapur · van Huizen 35' · Mahler 41' | 2:1(2:0)Raport | Guam · 90' Cunliffe | Stadion Narodowy, Singapur Widzów: 10 355 Sędzia: Mohammad Ghabayen |
|                                   |                                        |                |                     |                                                                     |

| 17 października 2023 6:45 (CEST) | Guam | 0:1(0:0)Raport | Singapur · 81' Anuar | GFA National Training Center, Dededo Widzów: 1 000 Sędzia: Hsin-Chuan Chen |
|                                  |      |                |                      |                                                                            |

 Singapur wygrał w dwumeczu 3:1 i awansuje do II rundy.
Dwumecz 4
| 12 października 2023 19:00 (CEST) | Jemen · Maher 33' · Al-Gahwashi 67' · al-Matari 90+3' | 3:0(1:0)Raport | Sri Lanka | Stadion Księcia Sultana bin Abdula Aziza, Abha (Arabia Saudyjska) Widzów: 1 526 Sędzia: Nasrullo Kabirov |
|                                   |                                                       |                |           | |

| 17 października 2023 11:30 (CEST) | Sri Lanka · Rathnayake 89' | 1:1Raport | Jemen · 4' al-Matari | Colombo Racecourse, Kolombo Widzów: 3 000 Sędzia: Clifford Daypuyat |
|                                   |                            |           |                      |                                                                     |

 Jemen wygrał w dwumeczu 4:1 i awansuje do II rundy.
Dwumecz 5
| 12 października 2023 11:30 (CEST) | Mjanma · Aung 39', 90+6' · Kyaw 62' · Mann 81' · Naing 90+2' | 5:1(1:0)Raport | Makau · 55' Torrão | Thuwunna Stadium, Rangun Widzów: 6 213 Sędzia: Pranjal Banerjee |
|                                   |                                                              |                |                    |                                                                 |

| 17 października 2023 13:30 (CEST) | Makau | 0:0(0:0)Raport | Mjanma | Estádio Campo Desportivo, Taipa Widzów: 2 187 Sędzia: Mahmood Al-Majarafi |
|                                   |       |                |        |                                                                           |

 Mjanma wygrała w dwumeczu 5:1 i awansuje do II rundy.
Dwumecz 6
| 12 października 2023 14:00 (CEST) | Kambodża | 0:0(0:0)Raport | Pakistan | Stadion Olimpijski, Phnom Penh Widzów: 11 718 Sędzia: Baraa Aisha |
|                                   |          |                |          |                                                                   |

| 17 października 2023 13:00 (CEST) | Pakistan · Hamid 68' | 1:0(0:0)Raport | Kambodża | Stadion Jinnah, Islamabad Widzów: 9 562 Sędzia: Feras Taweel |
|                                   |                      |                |          |                                                              |

 Pakistan wygrał w dwumeczu 1:0 i awansuje do II rundy.
Dwumecz 7
| 12 października 2023 13:00 (CEST) | Chińskie Tajpej · Yu 4', 60' · Chen 57' · Ko 88' | 4:0(1:0)Raport | Timor Wschodni | Stadion Narodowy, Kaohsiung Widzów: 1 894 Sędzia: Ismaeel Habib Ali Ismaeel |
|                                   |                                                  |                |                |                                                                             |

| 17 października 2023 13:00 (CEST) | Timor Wschodni | 0:3(0:3)Raport | Chińskie Tajpej · 17' Yu · 18' Wu · 26' Kouamé | Stadion Narodowy, Kaohsiung (Tajwan) Widzów: 745 Sędzia: Tejas Nagvenkar |
|                                   |                |                |                                                |                                                                          |

 Chińskie Tajpej wygrało w dwumeczu 7:0 i awansuje do II rundy.
Dwumecz 8
| 12 października 2023 14:00 (CEST) | Indonezja · Drajad 7', 72', 90+2' · Ridho 12' · Sananta 62', 67' · | 6:0(2:0)Raport | Brunei | Stadion Gelora Bung Karno, Dżakarta Widzów: 23 318 Sędzia: Bijan Heydari |
|                                   |                                                                    |                |        |                                                                          |

| 17 października 2023 14:15 (CEST) | Brunei | 0:6(0:3)Raport | Indonezja · 6', 44' Caraka · 42' Maulana · 47' (k) Sulaeman · 63' Ridho · 82' Sananta | Stadion Sułtana Hassanala Bolkiaha, Bandar Seri Begawan Widzów: 17 281 Sędzia: Ahmed Al-Ali |
|                                   |        |                |                                                                                       |                                                                                             |

 Indonezja wygrała w dwumeczu 12:0 i awansuje do II rundy.
Dwumecz 9
| 12 października 2023 14:00 (CEST) | Hongkong · Udebuluzor 10', 16' · Chan 28' · Norbu 35' (sam.) | 4:0(4:0)Raport | Bhutan | Hong Kong Stadium, Hongkong Widzów: 10 259 Sędzia: Razlan Joffri Ali |
|                                   |                                                              |                |        |                                                                      |

| 17 października 2023 14:00 (CEST) | Bhutan · Gyeltshen 28' · Chogyal 47' | 2:0(1:0)Raport | Hongkong | Changlimithang, Thimphu Widzów: 5 300 Sędzia: Thoriq Alkatiri |
|                                   |                                      |                |          |                                                               |

 Hongkong wygrał w dwumeczu 4:2 i awansuje do II rundy.
Dwumecz 10
| 12 października 2023 13:45 (CEST) | Nepal · Bista 48' | 1:1(0:1)Raport | Laos · 33' Bounkong | Stadion Dasarath Rangasala, Katmandu Widzów: 11 235 Sędzia: Gamini Nivon Robesh |
|                                   |                   |                |                     |                                                                                 |

| 17 października 2023 14:00 (CEST) | Laos | 0:1(0:0)Raport | Nepal · 53' Dangi | Nowy Stadion Narodowy, Wientian Widzów: 9 772 Sędzia: Ali Reda |
|                                   |      |                |                   |                                                                |

 Nepal wygrał w dwumeczu 2:1 i awansuje do II rundy.

### Ranking najlepszych przegranych drużyn
| Lp. | Drużyna        | M | Z | R | P | B+ | B– | +/– | Pkt | Kwalifikacja                          |
| --- | -------------- | - | - | - | - | -- | -- | --- | --- | ------------------------------------- |
| 1   | Bhutan         | 2 | 1 | 0 | 1 | 2  | 4  | −2  | 3   | Awans do trzeciej rundy               |
| 2   | Malediwy       | 2 | 0 | 1 | 1 | 2  | 3  | −1  | 1   | Awans do trzeciej rundy               |
| 3   | Laos           | 2 | 0 | 1 | 1 | 2  | 3  | −1  | 1   | Awans do trzeciej rundy               |
| 4   | Kambodża       | 2 | 0 | 1 | 1 | 0  | 1  | −1  | 1   | Awans do rundy play-off               |
| 5   | Sri Lanka      | 2 | 0 | 1 | 1 | 1  | 4  | −3  | 1   | Awans do rundy play-off               |
| 6   | Makau          | 2 | 0 | 1 | 1 | 1  | 5  | −4  | 1   | Awans do rundy play-off               |
| 7   | Guam           | 2 | 0 | 0 | 2 | 1  | 3  | −2  | 0   | Nie bierze udziału w rundzie play-off |
| 8   | Mongolia       | 2 | 0 | 0 | 2 | 0  | 2  | −2  | 0   | Awans do rundy play-off               |
| 9   | Timor Wschodni | 2 | 0 | 0 | 2 | 0  | 7  | −7  | 0   | Awans do rundy play-off               |
| 10  | Brunei         | 2 | 0 | 0 | 2 | 0  | 12 | −12 | 0   | Awans do rundy play-off               |

## Druga runda
W tej rundzie weźmie udział 10 zespołów z poprzedniej rundy oraz 26 najwyżej notowanych zespołów strefy AFC według rankingu FIFA. Zostaną one podzielone na dziewięć grup. Każda z grup liczy cztery zespoły. Zwycięzcy grup oraz zespoły z drugich miejsc awansują do kolejnej rundy. Losowanie odbyło się wraz z losowaniem pierwszej rundy, podział na koszyki zaprezentowano w sekcji Losowanie grup.

### Grupa A
| Lp. | Drużyna    | M | Z | R | P | B+ | B– | +/– | Pkt | Kwalifikacja            |  | Katar | Kuwejt | Indie |     |
| --- | ---------- | - | - | - | - | -- | -- | --- | --- | ----------------------- |  | ----- | ------ | ----- | --- |
| 1   | Katar      | 6 | 5 | 1 | 0 | 18 | 3  | +15 | 16  | Awans do Pucharu Azji   |  |       | 3–0    | 2–1   | 8–1 |
| 2   | Kuwejt     | 6 | 2 | 1 | 3 | 6  | 6  | 0   | 7   | Awans do Pucharu Azji   |  | 1–2   |        | 0–1   | 1–0 |
| 3   | Indie      | 6 | 1 | 2 | 3 | 3  | 7  | −4  | 5   | Awans do trzeciej rundy |  | 0–3   | 0–0    |       | 1–2 |
| 4   | Afganistan | 6 | 1 | 2 | 3 | 3  | 14 | −11 | 5   | Awans do trzeciej rundy |  | 0–0   | 0–4    | 0–0   |     |

### Grupa B
| Lp. | Drużyna        | M | Z | R | P | B+ | B– | +/– | Pkt | Kwalifikacja            |  | Japonia | Korea Północna | Syria | Mjanma |
| --- | -------------- | - | - | - | - | -- | -- | --- | --- | ----------------------- |  | ------- | -------------- | ----- | ------ |
| 1   | Japonia        | 6 | 6 | 0 | 0 | 24 | 0  | +24 | 18  | Awans do Pucharu Azji   |  |         | 1–0            | 5–0   | 5–0    |
| 2   | Korea Północna | 6 | 3 | 0 | 3 | 11 | 7  | +4  | 9   | Awans do Pucharu Azji   |  | 0–3     |                | 1–0   | 4–1    |
| 3   | Syria          | 6 | 2 | 1 | 3 | 9  | 12 | −3  | 7   | Awans do trzeciej rundy |  | 0–5     | 1–0            |       | 7–0    |
| 4   | Mjanma         | 6 | 0 | 1 | 5 | 3  | 28 | −25 | 1   | Awans do trzeciej rundy |  | 0–5     | 1–6            | 1–1   |        |

1. ↑  Japonia wygrała 3–0 przez walkower, po tym jak Korea Północna odmówiła organizacji meczu z obawy przed rozprzestrzenianiem się choroby w Japonii.

### Grupa C
| Lp. | Drużyna          | M | Z | R | P | B+ | B– | +/– | Pkt | Kwalifikacja            |  | Korea Południowa |     | Tajlandia | Singapur |
| --- | ---------------- | - | - | - | - | -- | -- | --- | --- | ----------------------- |  | ---------------- | --- | --------- | -------- |
| 1   | Korea Południowa | 6 | 5 | 1 | 0 | 20 | 1  | +19 | 16  | Awans do Pucharu Azji   |  |                  | 1–0 | 1–1       | 5–0      |
| 2   | Chiny            | 6 | 2 | 2 | 2 | 9  | 9  | 0   | 8   | Awans do Pucharu Azji   |  | 0–3              |     | 1–1       | 4–1      |
| 3   | Tajlandia        | 6 | 2 | 2 | 2 | 9  | 9  | 0   | 8   | Awans do trzeciej rundy |  | 0–3              | 1–2 |           | 3–1      |
| 4   | Singapur         | 6 | 0 | 1 | 5 | 5  | 24 | −19 | 1   | Awans do trzeciej rundy |  | 0–7              | 2–2 | 1–3       |          |

1. 1 2  Mecze bezpośrednie, punkty: Chiny 4, Tajlandia 1

### Grupa D
| Lp. | Drużyna         | M | Z | R | P | B+ | B– | +/– | Pkt | Kwalifikacja            |  | Oman | Kirgistan | Malezja |     |
| --- | --------------- | - | - | - | - | -- | -- | --- | --- | ----------------------- |  | ---- | --------- | ------- | --- |
| 1   | Oman            | 6 | 4 | 1 | 1 | 11 | 2  | +9  | 13  | Awans do Pucharu Azji   |  |      | 1–1       | 2–0     | 3–0 |
| 2   | Kirgistan       | 6 | 3 | 2 | 1 | 13 | 7  | +6  | 11  | Awans do Pucharu Azji   |  | 1–0  |           | 1–1     | 5–1 |
| 3   | Malezja         | 6 | 3 | 1 | 2 | 9  | 9  | 0   | 10  | Awans do trzeciej rundy |  | 0–2  | 4–3       |         | 3–1 |
| 4   | Chińskie Tajpej | 6 | 0 | 0 | 6 | 2  | 17 | −15 | 0   | Awans do trzeciej rundy |  | 0–3  | 0–2       | 0–1     |     |

### Grupa E
| Lp. | Drużyna      | M | Z | R | P | B+ | B– | +/– | Pkt | Kwalifikacja            |  |     | Uzbekistan | Turkmenistan | Hongkong |
| --- | ------------ | - | - | - | - | -- | -- | --- | --- | ----------------------- |  | --- | ---------- | ------------ | -------- |
| 1   | Iran         | 6 | 4 | 2 | 0 | 16 | 4  | +12 | 14  | Awans do Pucharu Azji   |  |     | 0–0        | 5–0          | 4–0      |
| 2   | Uzbekistan   | 6 | 4 | 2 | 0 | 13 | 4  | +9  | 14  | Awans do Pucharu Azji   |  | 2–2 |            | 3–1          | 3–0      |
| 3   | Turkmenistan | 6 | 0 | 2 | 4 | 4  | 14 | −10 | 2   | Awans do trzeciej rundy |  | 0–1 | 1–3        |              | 0–0      |
| 4   | Hongkong     | 6 | 0 | 2 | 4 | 4  | 15 | −11 | 2   | Awans do trzeciej rundy |  | 2–4 | 0–2        | 2–2          |          |

### Grupa F
| Lp. | Drużyna   | M | Z | R | P | B+ | B– | +/– | Pkt | Kwalifikacja            |  | Irak | Indonezja | Wietnam | Filipiny |
| --- | --------- | - | - | - | - | -- | -- | --- | --- | ----------------------- |  | ---- | --------- | ------- | -------- |
| 1   | Irak      | 6 | 6 | 0 | 0 | 17 | 2  | +15 | 18  | Awans do Pucharu Azji   |  |      | 5–1       | 3–1     | 1–0      |
| 2   | Indonezja | 6 | 3 | 1 | 2 | 8  | 8  | 0   | 10  | Awans do Pucharu Azji   |  | 0–2  |           | 1–0     | 2–0      |
| 3   | Wietnam   | 6 | 2 | 0 | 4 | 6  | 10 | −4  | 6   | Awans do trzeciej rundy |  | 0–1  | 0–3       |         | 3–2      |
| 4   | Filipiny  | 6 | 0 | 1 | 5 | 3  | 14 | −11 | 1   | Awans do trzeciej rundy |  | 0–5  | 1–1       | 0–2     |          |

### Grupa G
| Lp. | Drużyna          | M | Z | R | P | B+ | B– | +/– | Pkt | Kwalifikacja            |  | Jordania | Arabia Saudyjska | Tadżykistan | Pakistan |
| --- | ---------------- | - | - | - | - | -- | -- | --- | --- | ----------------------- |  | -------- | ---------------- | ----------- | -------- |
| 1   | Jordania         | 6 | 4 | 1 | 1 | 16 | 4  | +12 | 13  | Awans do Pucharu Azji   |  |          | 0–2              | 3–0         | 7–0      |
| 2   | Arabia Saudyjska | 6 | 4 | 1 | 1 | 12 | 3  | +9  | 13  | Awans do Pucharu Azji   |  | 1–2      |                  | 1–0         | 4–0      |
| 3   | Tadżykistan      | 6 | 2 | 2 | 2 | 11 | 7  | +4  | 8   | Awans do trzeciej rundy |  | 1–1      | 1–1              |             | 3–0      |
| 4   | Pakistan         | 6 | 0 | 0 | 6 | 1  | 26 | −25 | 0   | Awans do trzeciej rundy |  | 0–3      | 0–3              | 1–6         |          |

### Grupa H
| Lp. | Drużyna                      | M | Z | R | P | B+ | B– | +/– | Pkt | Kwalifikacja            |  | Zjednoczone Emiraty Arabskie | Bahrajn | Jemen | Nepal |
| --- | ---------------------------- | - | - | - | - | -- | -- | --- | --- | ----------------------- |  | ---------------------------- | ------- | ----- | ----- |
| 1   | Zjednoczone Emiraty Arabskie | 6 | 5 | 1 | 0 | 16 | 2  | +14 | 16  | Awans do Pucharu Azji   |  |                              | 1–1     | 2–1   | 4–0   |
| 2   | Bahrajn                      | 6 | 3 | 2 | 1 | 11 | 3  | +8  | 11  | Awans do Pucharu Azji   |  | 0–2                          |         | 0–0   | 3–0   |
| 3   | Jemen                        | 6 | 1 | 2 | 3 | 5  | 9  | −4  | 5   | Awans do trzeciej rundy |  | 0–3                          | 0–2     |       | 2–2   |
| 4   | Nepal                        | 6 | 0 | 1 | 5 | 2  | 20 | −18 | 1   | Awans do trzeciej rundy |  | 0–4                          | 0–5     | 0–2   |       |

### Grupa I
| Lp. | Drużyna    | M | Z | R | P | B+ | B– | +/– | Pkt | Kwalifikacja            |  | Australia |     | Liban | Bangladesz |
| --- | ---------- | - | - | - | - | -- | -- | --- | --- | ----------------------- |  | --------- | --- | ----- | ---------- |
| 1   | Australia  | 6 | 6 | 0 | 0 | 22 | 0  | +22 | 18  | Awans do Pucharu Azji   |  |           | 5–0 | 2–0   | 7–0        |
| 2   | Palestyna  | 6 | 2 | 2 | 2 | 6  | 6  | 0   | 8   | Awans do Pucharu Azji   |  | 0–1       |     | 0–0   | 5–0        |
| 3   | Liban      | 6 | 1 | 3 | 2 | 5  | 8  | −3  | 6   | Awans do trzeciej rundy |  | 0–5       | 0–0 |       | 4–0        |
| 4   | Bangladesz | 6 | 0 | 1 | 5 | 1  | 20 | −19 | 1   | Awans do trzeciej rundy |  | 0–2       | 0–1 | 1–1   |            |

## Runda play-off
W tej rundzie udział weźmie 6 najsłabszych przegranych rundy pierwszej. Rozegrane dwumecze wyłonią 3 zespoły, które awansują do rundy trzeciej. Przegrani dwumeczów tracą szanse na awans do turnieju.
| Drużyna 1                            | Wynik dwumeczu | Drużyna 2 | Pierwszy mecz | Drugi mecz  |
| ------------------------------------ | -------------- | --------- | ------------- | ----------- |
| Sri Lanka                            | 2:2 (k. 4:2)   | Kambodża  | 0:0           | 2:2 (dogr.) |
| Timor Wschodni                       | 4:3            | Mongolia  | 4:1           | 0:2         |
| Brunei                               | 4:0            | Makau     | 3:0           | 1:0         |
| Po lewej gospodarz pierwszego meczu. |                |           |               |             |

Dwumecz 1
| 5 września 2024 16:30 CEST | Sri Lanka | 0:0(0:0)Raport | Kambodża | Colombo Racecourse, Kolombo Sędzia: Sultan Mohamed Yousif |
|                            |           |                |          |                                                           |

| 10 września 2024 14:00 CEST         | Kambodża · Sosidan 50' · Suhana 98' | 2:2 k. 2:4(0:1, 1:1, 2:1)Raport      | Sri Lanka · 37' Kelaart · 120+2' Kammerknecht | Stadion Olimpijski, Phnom Penh Sędzia: Asker Nadjafaliev |
|                                     |                                     |                                      |                                               |                                                          |
|                                     |                                     | Rzuty karne                          |                                               |                                                          |
| Taylor · Chanpolin · Pisoth · Visal |                                     | Hingert · Durrant · Kelaart · Perera |                                               |                                                          |

 Sri Lanka wygrała w dwumeczu 2:2 (k. 4:2) i awansuje do III rundy.
Dwumecz 2
| 5 września 2024 10:30 CEST | Timor Wschodni · Pedro 3', 27', 52' · Zenivio 58' | 4:1(2:1)Raport | Mongolia · 34' Mijiddorj | Stadion Kapten I Wayan Dipta, Bali (Indonezja) Sędzia: Andrew Meimarakis |
|                            |                                                   |                |                          |                                                                          |

| 10 września 2024 10:00 CEST | Mongolia · Daginaa 8' · Amaraa 54' | 2:0(1:0)Raport | Timor Wschodni | MFF Football Centre, Ułan Bator Sędzia: Sheikh Ahmad Alaeddin |
|                             |                                    |                |                |                                                               |

 Timor Wschodni wygrał w dwumeczu 4:3 i awansuje do III rundy.
Dwumecz 3
| 6 września 2024 14:15 CEST | Brunei · Said 32' · Azaman 56' · Herman 61' | 3:0(1:0)Raport | Makau | Stadion Sułtana Hassanala Bolkiaha, Bandar Seri Begawan Sędzia: Crystal John |
|                            |                                             |                |       |                                                                              |

| 10 września 2024 13:30 CEST | Makau | 0:1(0:1)Raport | Brunei · 10' Ali Rahman | Estádio Campo Desportivo, Taipa Sędzia: Nurzatbek Abdykadyrov |
|                             |       |                |                         |                                                               |

 Brunei wygrało w dwumeczu 4:0 i awansuje do III rundy.

## Trzecia runda
W tej rundzie wezmą udział 24 zespoły (9 drużyn z trzecich i czwartych miejsc grup poprzedniej rundy, Bhutan, jako najlepszy z przegranych zespołów rundy pierwszej oraz pięciu zwycięzców play-offów). Zostaną one podzielone na sześć grup. Każda z grup liczy cztery zespołów. Najlepsze drużyny z każdej z grup wywalczą awans do finałów Pucharu Azji 2027.

### Grupa A
| Lp. | Drużyna        | M | Z | R | P | B+ | B– | +/– | Pkt | Kwalifikacja          |        | Tadżykistan | Filipiny | Timor Wschodni | Malediwy |
| --- | -------------- | - | - | - | - | -- | -- | --- | --- | --------------------- | ------ | ----------- | -------- | -------------- | -------- |
| 1   | Tadżykistan    | 2 | 1 | 1 | 0 | 3  | 2  | +1  | 4   | Awans do Pucharu Azji |        |             | 31 mar   | 1–0            | 9 paź    |
| 2   | Filipiny       | 2 | 1 | 1 | 0 | 6  | 3  | +3  | 4   |                       |        | 2–2         |          | 14 paź         | 4–1      |
| 3   | Timor Wschodni | 2 | 1 | 0 | 1 | 1  | 1  | 0   | 3   |                       | 18 lis | 9 paź       |          | 1–0            |          |
| 4   | Malediwy       | 2 | 0 | 0 | 2 | 1  | 5  | −4  | 0   |                       | 14 paź | 18 lis      | 31 mar   |                |          |

### Grupa B
| Lp. | Drużyna | M | Z | R | P | B+ | B– | +/– | Pkt | Kwalifikacja          |        | Liban  | Brunei | Jemen  | Bhutan |
| --- | ------- | - | - | - | - | -- | -- | --- | --- | --------------------- | ------ | ------ | ------ | ------ | ------ |
| 1   | Liban   | 2 | 1 | 1 | 0 | 5  | 0  | +5  | 4   | Awans do Pucharu Azji |        |        | 5–0    | 31 mar | 9 paź  |
| 2   | Brunei  | 2 | 1 | 0 | 1 | 2  | 6  | −4  | 3   |                       |        | 18 lis |        | 9 paź  | 2–1    |
| 3   | Jemen   | 2 | 0 | 2 | 0 | 0  | 0  | 0   | 2   |                       | 0–0    | 14 paź |        | 18 lis |        |
| 4   | Bhutan  | 2 | 0 | 1 | 1 | 1  | 2  | −1  | 1   |                       | 14 paź | 31 mar | 0–0    |        |        |

### Grupa C
| Lp. | Drużyna    | M | Z | R | P | B+ | B– | +/– | Pkt | Kwalifikacja          |       | Singapur | Hongkong | Bangladesz | Indie  |
| --- | ---------- | - | - | - | - | -- | -- | --- | --- | --------------------- | ----- | -------- | -------- | ---------- | ------ |
| 1   | Singapur   | 2 | 1 | 1 | 0 | 2  | 1  | +1  | 4   | Awans do Pucharu Azji |       |          | 0–0      | 31 mar     | 14 paź |
| 2   | Hongkong   | 2 | 1 | 1 | 0 | 1  | 0  | +1  | 4   |                       |       | 18 lis   |          | 14 paź     | 1–0    |
| 3   | Bangladesz | 2 | 0 | 1 | 1 | 1  | 2  | −1  | 1   |                       | 1–2   | 9 paź    |          | 18 lis     |        |
| 4   | Indie      | 2 | 0 | 1 | 1 | 0  | 1  | −1  | 1   |                       | 9 paź | 31 mar   | 0–0      |            |        |

### Grupa D
| Lp. | Drużyna         | M | Z | R | P | B+ | B– | +/– | Pkt | Kwalifikacja          |       | Turkmenistan | Tajlandia | Sri Lanka |        |
| --- | --------------- | - | - | - | - | -- | -- | --- | --- | --------------------- | ----- | ------------ | --------- | --------- | ------ |
| 1   | Turkmenistan    | 2 | 2 | 0 | 0 | 5  | 2  | +3  | 6   | Awans do Pucharu Azji |       |              | 3–1       | 14 paź    | 18 lis |
| 2   | Tajlandia       | 2 | 1 | 0 | 1 | 2  | 3  | −1  | 3   |                       |       | 31 mar       |           | 1–0       | 9 paź  |
| 3   | Sri Lanka       | 2 | 1 | 0 | 1 | 3  | 2  | +1  | 3   |                       | 9 paź | 18 lis       |           | 3–1       |        |
| 4   | Chińskie Tajpej | 2 | 0 | 0 | 2 | 2  | 5  | −3  | 0   |                       | 1–2   | 14 paź       | 31 mar    |           |        |

### Grupa E
| Lp. | Drużyna    | M | Z | R | P | B+ | B– | +/– | Pkt | Kwalifikacja          |        | Syria  | Mjanma |        | Pakistan |
| --- | ---------- | - | - | - | - | -- | -- | --- | --- | --------------------- | ------ | ------ | ------ | ------ | -------- |
| 1   | Syria      | 2 | 2 | 0 | 0 | 3  | 0  | +3  | 6   | Awans do Pucharu Azji |        |        | 9 paź  | 31 mar | 2–0      |
| 2   | Mjanma     | 2 | 2 | 0 | 0 | 3  | 1  | +2  | 6   |                       |        | 14 paź |        | 2–1    | 1–0      |
| 3   | Afganistan | 2 | 0 | 0 | 2 | 1  | 3  | −2  | 0   |                       | 0–1    | 18 lis |        | 14 paź |          |
| 4   | Pakistan   | 2 | 0 | 0 | 2 | 0  | 3  | −3  | 0   |                       | 18 lis | 31 mar | 9 paź  |        |          |

### Grupa F
| Lp. | Drużyna | M | Z | R | P | B+ | B– | +/– | Pkt | Kwalifikacja          |        | Malezja | Wietnam | Laos   | Nepal |
| --- | ------- | - | - | - | - | -- | -- | --- | --- | --------------------- | ------ | ------- | ------- | ------ | ----- |
| 1   | Malezja | 2 | 2 | 0 | 0 | 6  | 0  | +6  | 6   | Awans do Pucharu Azji |        |         | 4–0     | 14 paź | 2–0   |
| 2   | Wietnam | 2 | 1 | 0 | 1 | 5  | 4  | +1  | 3   |                       |        | 31 mar  |         | 5–0    | 9 paź |
| 3   | Laos    | 2 | 1 | 0 | 1 | 2  | 6  | −4  | 3   |                       | 9 paź  | 18 lis  |         | 2–1    |       |
| 4   | Nepal   | 2 | 0 | 0 | 2 | 1  | 4  | −3  | 0   |                       | 18 lis | 14 paź  | 31 mar  |        |       |

## Strzelcy
7 goli
- Almoez Ali
- Son Heung-min

6 goli
- Ayase Ueda

5 goli
- Wu Lei
- Mehdi Taremi
- Musa Al-Taamari

4 gole
- Saleh Al-Shehri
- Kusini Yengi
- Ramadhan Sananta
- Ayman Hussein
- Sardar Azmun
- Ali Olwan
- Lee Kang-in
- Jong Il-gwan
- Suphanat Mueanta
- João Pedro

3 gole
- Firas al-Buraikan
- Jamie Maclaren
- Yu Yao-hsing
- Bjørn Martin Kristensen
- Dimas Drajad
- Rizky Ridho
- Ritsu Dōan
- Yazan Al-Naimat
- Joel Kojo
- Lee Kang-in
- Ri Jo-guk
- Hasan Matuk
- Dion Cools
- Abdulrahman Al-Mushaifri
- Oday Dabbagh
- Omar Al Somah
- Omar Kharbin
- Eldor Shomurodov
- Oston Urunov
- Sultan Adil
- Fábio Virginio de Lima
- Ali Mabkhout

2 gole
- Mitchell Duke
- Craig Goodwin
- Harry Souttar
- Sayed Baqer
- Rakib Hossain
- Ange Kouamé
- Wu Yen-shu
- Patrick Reichelt
- Michael Udebuluzor
- Hokky Caraka
- Egy Maulana
- Mohanad Ali
- Ali Jasim
- Hosejn Kananizadegan
- Ramin Rezajijan
- Keito Nakamura
- Koki Ogawa
- Mohammed Al-Dahi
- Nasser Al-Gahwashi
- Abdelwasi al-Matari
- Akram Afif
- Ahmed Al-Rawi
- Mostafa Meshaal
- Kai Merk
- Hwang Hee-chan
- Shabaib Al-Khaldi
- Mohammad Daham
- Malek Fakhro
- La’Vere Corbin-Ong
- Lwin Moe Aung
- Soe Moe Kyaw
- Than Paing
- Manish Dangi
- Omar Al-Malki
- Shehab Qunbar
- Shawal Anuar
- Ikhsan Fandi
- Jacob Mahler
- Faris Ramli
- Moayad Ajan
- Alaa Al Dali
- Wahdat Hannonow
- Amadoni Kamolov
- Szerwoni Mabatszojew
- Shahrom Samiev
- Rustam Soirow
- Parwizdżon Umarbajew
- Supachok Sarachat
- Ruslan Mingazow
- Otabek Shukurov
- Nguyễn Tiến Linh
- Nguyễn Văn Vĩ
- Phạm Tuấn Hải
- Harib Al-Maazmi
- Ali Saleh

1 gol
- Rahmat Akbari
- Sharif Mukhammad
- Farshad Noor
- Omid Popalzay
- Jabar Sharza
- Amredin Sharifi
- Salim ad-Dausari
- Musab Al-Juwayr
- Abdulrahman Ghareeb
- Ali Lajami
- Abdullah Radif
- Keanu Baccus
- Brandon Borrello
- Martin Boyle
- Ajdin Hrustić
- Nestory Irankunda
- John Iredale
- Kye Rowles
- Adam Taggart
- Mahdi Abduljabbar
- Ismail Abdullatif
- Kamil Al-Aswad
- Mahdi Al-Humaidan
- Ibrahim Al-Khatal
- Abdulla Yusuf Helal
- Ali Madan
- Mohamed Marhoon
- Foysal Ahmed Fahim
- Shekh Morsalin
- Saad Uddin
- Chencho Gyeltshen
- Lobzang Chogyal
- Dawa Kuenjung Tshering
- Azwan Ali Rahman
- Nazry Azaman
- Abdul Hariz Herman
- Nazirrudin Ismail
- Hakeme Yazid Said
- Fernandinho
- Wang Shangyuan
- Wei Shihao
- Zhang Yuning
- Chen Ting-yang
- Huang Wei-Chieh
- Ko Yu-ting
- Yu Chia-Huang
- Kevin Ingreso
- Sandro Reyes
- Randy Schneider
- Jefferson Tabinas
- Jason Cunliffe
- Everton Camargo
- Shinichi Chan
- Ma Hei Wai
- Stefan Pereira
- Anthony Pinto
- Wong Wai
- Lallianzuala Chhangte
- Sunil Chhetri
- Manvir Singh
- Thom Haye
- Jay Idzes
- Ragnar Oratmangoen
- Shayne Pattynama
- Saddil Ramdani
- Witan Sulaeman
- Amir Al-Ammari
- Hussein Ali
- Youssef Amyn
- Aldin El-Zubaidi
- Zidane Iqbal
- Osama Rashid
- Bashar Resan
- Zaid Tahseen
- Mahdi Gajedi
- Mohammad Mohebi
- Omid Noorafkan
- Mao Hosoya
- Daichi Kamada
- Takefusa Kubo
- Takumi Minamino
- Yūki Sōma
- Yukinari Sugawara
- Ao Tanaka
- Omar Al-Dahi
- Ahmed Maher
- Mohammad Abu Zraiq
- Noor Al-Rawabdeh
- Saed Al-Rosan
- Ibrahim Sadeh
- Nhean Sosidan
- Sos Suhana
- Yusuf Abdurisag
- Ahmed Alaaeldin
- Tameem Al-Abdullah
- Hassan Al-Haydos
- Yousef Aymen
- Güldżigit Ałykułow
- Odiłdżon Abdurachmanow
- Ernist Batyrkanow
- Christian Brauzman
- Kajrat Dżyrgałbek uułu
- Walerij Kiczin
- Kimi Merk
- Eldiyar Zarypbekov
- Bae Jun-ho
- Cho Gue-sung
- Hwang Ui-jo
- Joo Min-kyu
- Jung Seung-hyun
- Lee Jae-sung
- Park Jin-sub
- Choe Ju-Song
- Han Kwang-song
- Ri Hyong-Jin
- Ri Il-song
- Eid Al Rashidi
- Athbi Saleh
- Bounphachan Bounkong
- Peter Phanthavong
- Damoth Thongkhamsavath
- Husseyn Chakroun
- Mohamad Haidar
- Nader Matar
- Samy Merheg
- Majed Osman
- Niki Torrão
- Ibrahim Aisham
- Ali Fasir
- Hassan Nazeem
- João Figueiredo
- Faisal Halim
- Hector Hevel
- Rodrigo Holgado
- Paulo Josué
- Darren Lok
- Adib Ra'op
- Safawi Rasid
- Aung Kaung Mann
- Maung Maung Lwin
- Nay Moe Naing
- Wai Lin Aung
- Win Naing Tun
- Dulguun Amaraa
- Turbat Daginaa
- Oyunbaataryn Mijiddorj
- Anjan Bista
- Sanjeeb Bista
- Gillespye Jung Karki
- Mohammed Al-Ghafri
- Muhsen Al-Ghassani
- Issam Al-Sabhi
- Mataz Saleh
- Harun Hamid
- Rahis Nabi
- Michel Termanini
- Song Ui-young
- Christopher van Huizen
- Dillon De Silva
- Claudio Kammerknecht
- Oliver Kelaart
- Adhavan Rajamohan
- Charitha Rathnayake
- Ahmed Waseem Razeek
- Ahmad Faqa
- Ibrahim Hesar
- Ehson Pandższanbe
- Manucehr Safarov
- Poramet Arjvirai
- Patrik Gustavsson
- Supachai Jaided
- Jaroensak Wonggorn
- Sarach Yooyen
- Zenivio
- Meýlis Durdyýew
- Ýazgylyç Gurbanow
- Yhlas Saparmämmedow
- Mekan Saparow
- Elman Tagaýew
- Shanazar Tirkishov
- Mihail Titow
- Husniddin Aliqulov
- Rustam Ashurmatov
- Khojimat Erkinov
- Sherzod Nasrullaev
- Igor Sergeyev
- Châu Ngọc Quang
- Nguyễn Đình Bắc
- Nguyễn Văn Toàn
- Nguyễn Hai Long
- Nguyễn Quang Hải
- Khalifa Al-Hammadi
- Hazem Mohammad
- Abdullah Ramadan

Gole samobójcze
- Karma Chetrim (dla  Brunei)
- Tenzin Norbu (dla  Hongkongu)
- Pan Wen-chieh (dla  Omanu)
- Jordi Amat (dla  Iraku)
- Harwan Al-Zubaidi (dla  Bahrajnu)
- Odiłdżon Abdurachmanow (dla  Malezji)
- Khristiyan Brauzman (dla  Malezji)
- Alimardon Shukurov (dla  Omanu)
- Bassel Jradi (dla  Australii)
- Thaer Krouma (dla  Japonii)
- Abdulla Idrees (dla  Jemenu)